# (3711) Ellensburg
(3711) Ellensburg est un astéroïde de la ceinture principale.

## Description
(3711) Ellensburg est un astéroïde de la ceinture principale. Il fut découvert le 31 août 1983 à Palomar par James B. Gibson. Il présente une orbite caractérisée par un demi-grand axe de 2,66 UA, une excentricité de 0,17 et une inclinaison de 11,8° par rapport à l'écliptique.

## Compléments